# Berat
Berat történelmi város Albánia déli részén, a Myzeqeja síkjának keleti peremén, az Osum folyónak a Tomorr-hegység és a Shpirag-hegy által közrezárt völgyében, Vlorától északkeleti, Elbasantól dél–délnyugati irányban, légvonalban kb. 45-45 kilométerre. Berat megye székhelye, Berat község és alközség központja, ez utóbbi közigazgatási egység egyetlen települése. A 2011-es népszámlálás alapján az alközség, vagyis Berat népessége 36 496 fő, ezzel lakosságszámát tekintve Albánia kilencedik legnagyobb városa. Az albán ortodox egyház berati püspökségének székhelye, jelentős muszlim és bektási regionális központ. Agrár jellegű település, füge- és olívatermesztéséről nevezetes. A város történelmi részei 2008 óta a Berat és Gjirokastra történelmi központjai kulturális világörökségi helyszín részei.
Berat Albánia egyik legősibb települése. Az illírek által már korábban is lakott, erődített települést Makedónia királya alapította i. e. 314-ben Antipatreia néven. Az i. e. 2. századtól fennállt római uralom után az i. sz. 5. században a bizánciak hódították meg (Pulkheriopolisz), majd a 9. századtól gyakran változtak a Beligrad~Belgrad néven ismert vár urai a bolgároktól (9–11. század) a normannokon (11. század), az epirusziakon (13. század), a szicíliaiakon (13–14. század), a szerbeken (14. század) és a köztes időben vissza-visszatérő bizánciakon át el egészen a Berat környékét ellenőrző Muzaka család uralmáig (13–15. század). 1417-ben az Oszmán Birodalom fennhatósága alá került, s az Albánia 1912-ben kikiáltott függetlenségéig tartó hódoltság időszakában kialakultak a várdomb alatti városnegyedek. A 19. századra Berat az albán lakta területek egyik legjelentősebb iparos- és kereskedővárosa lett. Az első világháború éveiben görög, osztrák–magyar és olasz megszállás alatt állt, a második világháborúban pedig a nemzeti ellenállás egyik gócpontja volt. 1944 őszén öt héten keresztül a kommunista vezetésű Nemzeti Felszabadítási Főtanács székhelye volt, majd októberben itt alakult meg az Enver Hoxha vezette ideiglenes kormány.
A kommunizmus évtizedeiben erőteljesen fejlesztették a város könnyűiparát, de múzeumvárosi státusának köszönhetően történelmi városnegyedei és építészeti emlékei nem estek a szocialista urbanizáció áldozatául. Egyebek mellett itt, a várnegyedben található Albánia egyik legrégebbi bizánci stílusú temploma, a 13. századi Blakhernai Szűz Mária-templom, valamint az ország két legkorábbi mecsete, a 15. századi Vörös és Fehér mecset romjai. A várnegyed alatt elterülő mangalemi városnegyed hagyományos építészeti képe az „ezerablakos város” szimbólumává vált . Az 1991-es rendszerváltás óta a fejlesztéseknek és a 2008-ban elnyert világörökségi státusnak köszönhetően Berat kedvelt turisztikai célpont.

## Fekvése
A festői városka az Osum folyó jobb partján, a mészkősziklákba vájt völgyszorosban épült fel. A várhegy oldalában, a Mangalem városnegyedben egymásra épült, fehérre meszelt, sokablakos házainak köszönhetően azon albán városok közé tartozik, ahol a kommunista időszak városrombolásait követően is érzik a történelmi levegő (közkeletű toposszal Berat „az ezerablakos város”). A közeli fenyveserdők, a Tomorr- és a Shpirag-hegyek komor tömege szolgál a városkép idilli hátteréül.
A legenda szerint a két óriás, Tomorr és Shpirag összekülönbözött egy berati leányon, és birokra keltek. Tomorr kardjával addig kaszabolta a másik gigászt, amíg azt tetőtől talpig sebek borították, s meghalt, de a heves harcba Tomorr is belepusztult. Mindketten heggyé váltak, s az őket sirató leány könnyeiből lett az Osum folyó.

## Neve
A település első ismert neve Ἀντιπάτρεια / Antipatreia, amelyet i. e. 314-ben Kasszandrosz makedón király adott a városnak apja, Antipatrosz tiszteletére. Az i. e. 200 utáni római uralom alatt ennek romanizált változata, Antipatrea volt a város neve. Ez utóbbi latin alaknak eltorzult változatai is felbukkannak néhány forrásban, pl. Antipatras, Antipatria. A bizánci uralom kezdetén, i. sz. 440-ben II. Theodosziosz nővére, Pulkheria tiszteletére a Πουλχεριόπολις / Pulkheriopolisz nevet adta a településnek. Ezen ókori nevek albán nyelvi változatai az Antipatrea, illetve a Pulheriopol.
A város mai neve, a Berat / Berati feltehetően a 9. században érkező szláv hódítókhoz kötődik. A 860-ban a települést uralmuk alá hajtó bolgárok adták neki a Beli Grad, Beligrad, esetleg Beograd (mindhárom jelentése ’fehér vár’) nevet, amely a középkori latin nyelvben Bellegradum, Beogradum, az olaszban 1515-től adatolhatóan Belgrado alakban terjedt el, bár a velenceiek Belgrado di Romania néven is ismerték. Török forrásokban 1431 után Belgrad, 1670-től – megkülönböztetendő a szerbiai Belgrádtól – Arnavud Belgrad, Arnavut Belgradi (’albán Belgrád’) alakban bukkan fel a neve. A Beligrad~Berat szófejlődés ugyanakkor filológiai és hangtörténeti szempontból megválaszolatlan kérdéseket vet fel, ezért a város nevét megkísérelték már a török berat (’törvényhatósági rendelet, engedély’) szóra is visszavezetni.
Mai nemzetiségei nyelvén a város neve Berat (aromán), Βεράτι / Beráti vagy Βεράτιον / Berátion (görög).
Érdekességként megemlítendő, hogy Berat régi magyar neveként tartják számon az Arnótfehérvár~Arnótfejérvár alakot (arnót a. m. ’albán’ a török hódoltságkori magyar nyelvben), de csupán a török  Arnavud Belgrad szórványos 19. századi fordítási kísérleteként adatolható ez a névalak.

## Történelme
Berat Albánia egyik legősibb települése. A városvezetés 1990-ben ünnepelte Berat fennállásának 2400. évfordulóját, ami bár önmagában megkonstruált évforduló, mégsem túlzóan jelöli ki azt az időpontot, amióta a település folyamatosan lakott. Nevének gyakori változása utal arra is, hogy a Myzeqeja termékeny síkja és a dél-albániai hegyvidéket áttörő Osum folyó találkozásánál, stratégiai ponton fekvő város történelme mozgalmas és gazdag volt, az évezredek során gyakran cserélt gazdát.

### Az ókorban
Berat környéke már a bronzkorban is lakott volt, a Gorica városnegyed fölötti dombon pedig késő kőkori és bronzkori emberi települések nyomait tárták fel a régészek.
A mai Berat, pontosabban a berati vár területéről előkerült kerámialeletek, illetve a várfal alapjainak feltárása során arra derült fény, hogy már az i. e. 7. században megtelepedtek az illírek, és egy a külső ellenség ellen kőfallal védett települést hoztak létre ezen a helyen. Írott források alapján tudni lehet azt is, hogy az illír törzsszövetséghez tartozó dasszaréták (Δασσαρῆται) szállásterületének központi települése volt.
A makedónok királya, Kasszandrosz i. e. 314-ben elfoglalta a Makedónia nyugati határvidékén fekvő települést, amelynek az Antipatreia nevet adta. Megerősítette védőműveit, nem sokkal később, az i. e. 4–3. század fordulóján pedig az Apszosz (ma Osum) folyó túlpartján lévő dombtetőre egy ellenerődöt építtetett, hogy hatékonyabban védhessék meg a stratégiailag fontos folyóvölgyet. A vár kisebb megszakításokkal egy évszázadig a makedónok kezén maradt, a Római Birodalom ellen harcoló V. Philipposz is innen intézte a már római fennhatóság alatt álló partvidéki területek elleni támadásait. Az illír ardiaták Rómával szövetséges királya, Szkerdilaidasz i. e. 216-ban elhódította Antipatreiát a makedónoktól.
Végül ide is elértek a hódítók, s i. e. 200-ban a rómaiak elfoglalták a várat, Titus Livius krónikája szerint az illír lakosság tizenhat évesnél idősebb férfitagjait pedig lemészárolták. Az ókor elkövetkező századaiban bár Antipatrea lakott maradt, vélhetően jelentőségét veszítette, mert jelentős hellenisztikus építkezések vagy fejlesztések nyomait nem tárták fel a régészek, s neve sem bukkan fel gyakran a forrásokban.

### A bizánci uralomtól a török hódításig
I. sz. 440-ben II. Theodosziosz foglalta el a várat, ezzel közel egy évezredre a bizánci uralom politikai, kulturális és művészeti hatósugarába került a település. Theodosziosz nővére, Pulkheria tiszteletére a Πουλχεριόπολις / Pulkheriopolisz nevet adta a településnek. Egy évszázaddal később, I. Iusztinianosz uralkodása (527–565) alatt az akkor még álló antik várfalakat jelentősen megerősítették, egyúttal püspöki székhellyé tették Pulkheriopoliszt.

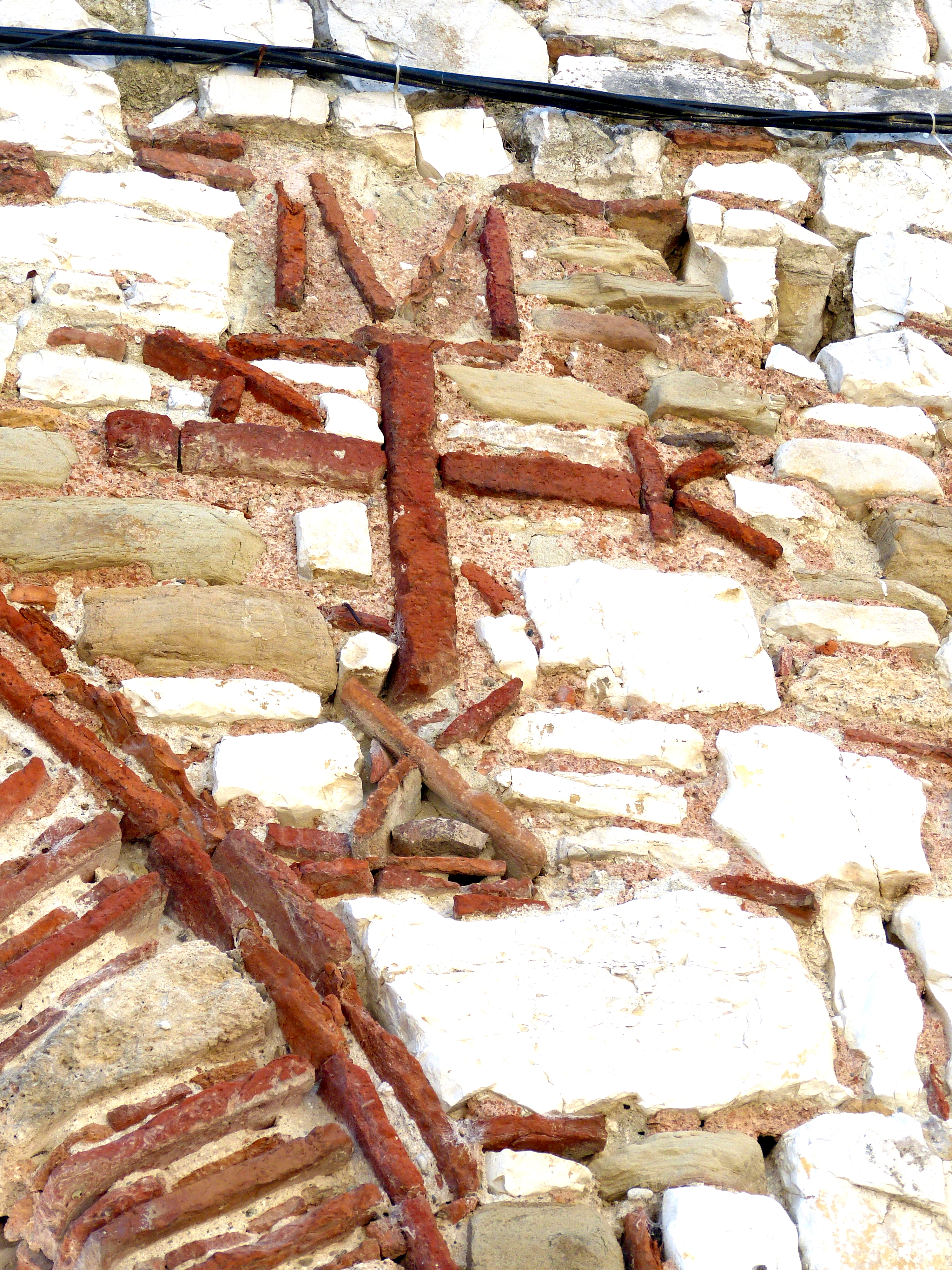
Mikhaél Komnénosz epiruszi despota téglából kirakott monogramja a berati várkapu falában

860-ban, I. Borisz uralkodása alatt a terjeszkedő Bolgár Birodalom hódította el Bizánctól a várat, s az általuk Beligradnak átkeresztelt erődítés – a negyven évre ideiglenesen visszatérő bizánci fennhatóságot nem számítva – 1018-ig az ellenőrzésük alatt állt. A város a bolgárok alatt továbbra is püspöki székhely volt. A 11. század második évtizedében tehát visszatért a berati várba a bizánci politikai fennhatóság, de igazán megszilárdulni nem tudott. 1082-ben a Bizánc ellen háborúzó normann Robert Guiscard foglalta el a várat, amely 1085-ben bekövetkezett halála után lett ismét bizánci domínium. Bő egy évszázadra a viszonylagos béke kora köszöntött a várra. Amikor 1204-ben a keresztesek megdöntötték a bizánci császár hatalmát, s megalapították a Latin Császárságot, a bizánci császári család egyik tagja, Mikhaél Komnénosz elmenekült a városból, és 1205-ben Janina fővárossal megalapította az Epiruszi Despotátust, amelynek I. Mihály néven uralkodója lett. Birodalma része lett Berat is, amelynek várát és védőműveit a despota jelentősen megerősíttette, és a Bizáncot az albán lakta vidékekkel Thesszálián keresztül összekötő kereskedelmi út egyik fontos állomásává tette. A berati vár mai formájában, a 9,6 hektáros területet közrefogó, toronyrendszerrel megerősített várfalak, a belső vár, a barbakánnal védett várkapu stb. mind I. Mihály 13. századi várépítő tevékenységének eredményei.

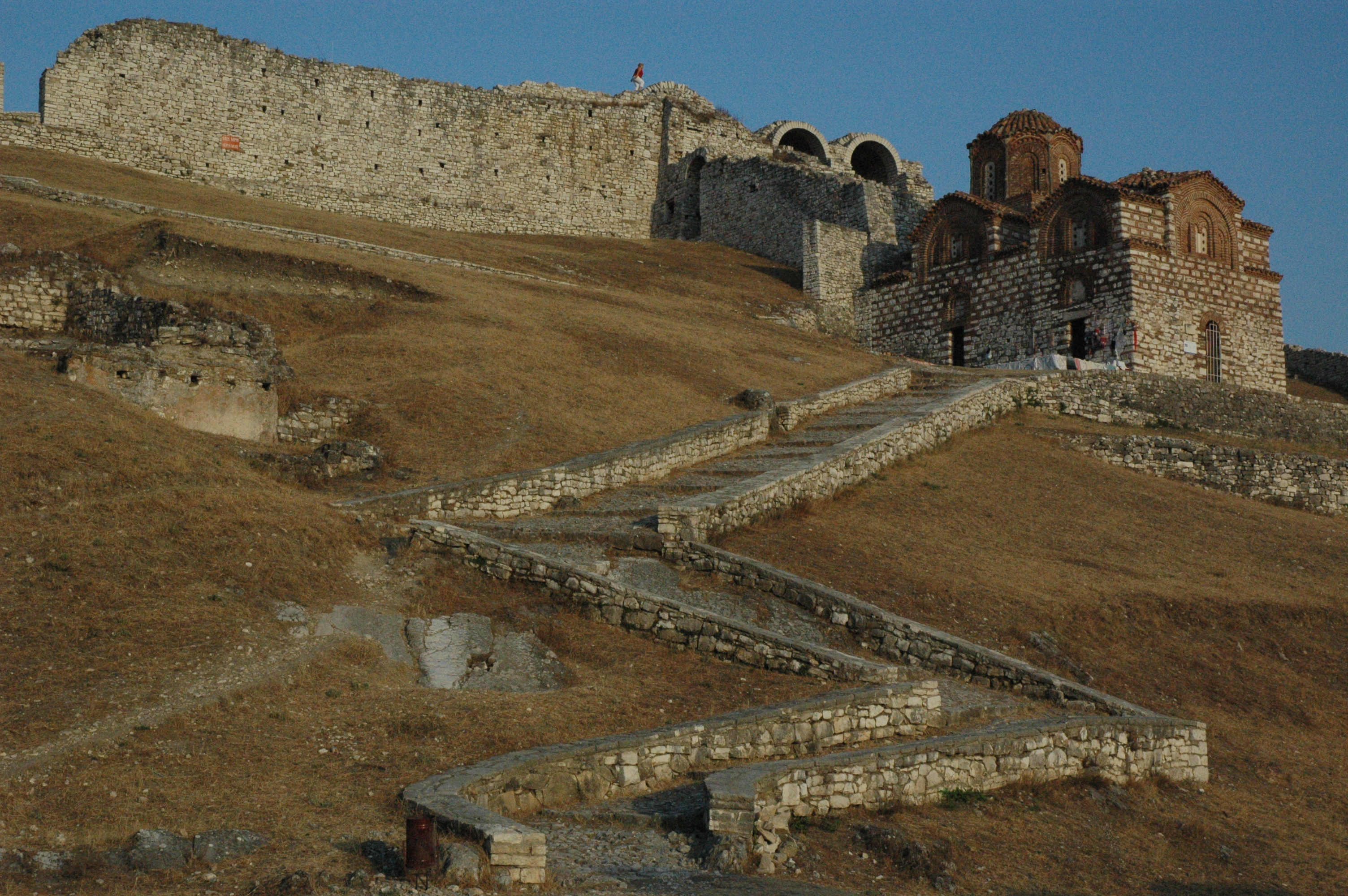
A belső vár nyugatról a 13–14. század fordulóján épült Szentháromság-templommal

Bár az Epiruszi Despotátus a 15. század utolsó harmadáig fennállott, hanyatlása már a 13. század közepén megkezdődött. Az újra megerősödő Bizánci Birodalomtól tartó II. Mihály 1258-ban egyik leányát, Elenét Manfréd szicíliai királyhoz adta feleségül, s hozományként átengedte neki albániai hódításai egy részét, így Beratot is. Manfréd halála után utódja, I. (Anjou) Károly hogy nyomatékosítsa örökletes jogait albániai jussára, 1269-ben bevonult a területre és elfoglalta Albánia nagy részét. 1272-ben kikiáltotta az Arberiai Királyságot (tkp. Albán Királyság), amely végül 1368-ig állt fenn mint a Szicíliai Királyság vazallus állama. Károly nem igazán fordított munkát a központi közigazgatás kiépítésére, ehelyett a helyi albán hadurak kezébe helyezte az arberiai területek igazgatását. Berat és környéke teljhatalmú urai a Muzaka család tagjai voltak, akik már 1272-ben hűbéresküt tettek Károlynak. 1274-ben azonban VIII. Mikhaél bizánci császár támadást intézett a szicíliai Anjouk ellen, s egyebek mellett visszafoglalták Beratot is. 1280–1281-ben az Anjou-zsoldban álló Hugo de Sully ostromolta hét hónapon keresztül a várat, de a bizánciak egyik utolsó katonai sikerükként szétkergették az ostromló sereget. A béke beálltával az 1280 és 1319 között a magát Arberia marsalljának címező I. Andrea Muzaka tartotta uralma alatt a környéket, 1335-öt követően pedig utódja, II. Andrea despota terjesztette ki a berati Muzakák hatalmát az adriai partvidékre, a Vjosa és a Devoll völgyeire, el egészen a keleti Korça medencéjéig. Az 1330-as években több ízben parasztlázadás tört ki uralmuk ellen, s a felkelők megtámadták a berati várat is, de mindannyiszor leverték őket. Berat történetének egy évtizedes szerb epizódja vette kezdetét 1345-ben, amikor a szerb cár, IV. (Dusán) István foglalta el Berat várát, és bízta sógorára, Joannész Komnénosz Aszen valonai despotára a környék kormányzását. IV. István 1355-ben bekövetkezett halála után a berati Muzakák térhettek vissza családi birtokukra, akik időközben dinasztikus kapcsolatra léptek az Észak-Albániát ellenőrző Balshákkal. I. Balsha 1362. évi halála után özvegye, Komita Muzaka tért vissza a családi fészekbe, és a berati várból irányította Dél-Albániát. 1396-os halálát követően leánya, Rugina Balsha volt Berat ura egészen a vár török meghódításáig, 1417-ig.

### A török hódoltság alatt
A majd fél évezredes török uralom időszaka tehát 1417-ben vette kezdetét Beratban, a Muzakák az Oszmán Birodalom vazallusai lettek. A hódítók bár némileg kibővítették a vár védőműveit, és a török helyőrség számára két mecsetet is építettek, jelentősen nem erősítették meg a falakat. Az oszmán várvédők első próbatételére 1455-ben került sor, amikor az albán területeket felszabadító fejedelem, Szkander bég serege megostromolta a várat, de a dezertálásoktól demoralizálódott albán sereg végül megfutamodott a vár felmentésére érkező 40 ezres török sereg elől. A történetírás Szkander bég kevés katonai kudarcainak egyikeként tartja számon a berati ostromot.
Berat az oszmán hódoltság évszázadaiban változó szerepkörű közigazgatási központ volt: a török hódítást követően a Berati vilajet székhelye, 1466-tól az Avlonai szandzsák második legnagyobb települése, majd 1691 – Avlona velencei meghódítása – után központja lett. Idővel ezt a változást az elnevezés is lekövette, s a 19. században a közigazgatási egységet már Berati szandzsákként emlegették. A 15. századig Berat nem terjedt túl a várfalakon, ebben az időszakban azonban elkezdett benépesülni a várdomb és az Osum folyása között elterülő, ma Mangalem néven ismert oszmán városnegyed, valamint a folyó túlpartján a görögkeletiek Gorica városrésze. A város központjává fokozatosan a Mangalem vált; itt, a folyóparton alakult ki a Szultán-bazár, és még a 15. század végén felépült a Szultán mecsetje, valamint egy karavánszeráj, jóval később, a 18. században pedig a berati szandzsákbég palotája. A török hódítást követően Berat gazdasági élete időszakosan visszaesett, de a 16. századtól prosperáló iparos- és kereskedővárossá lett. A bőr- és selyemművesek központjaként híresült el, de a berati pallérok és ácsok szintén keresettek voltak még Konstantinápolyban is. Lakónépessége jelentősen megnövekedett: az 1670-ben itt járt Evlija Cselebi ha némileg túlzóan is, de pezsgő gazdasági és vallási életű várost írt le, amely ötezer egy- és kétemeletes kőházzal büszkélkedhet. A 18. századra Berat politikai és gazdasági életében vezető szerepet betöltő Vrioni család gazdagságára jellemző, hogy kiterjedt birtokaik voltak a Myzeqeja síkján, s ők alapították meg és fejlesztették fel Fier városát. 1842-ben 680, 1888-ban pedig 820 iparosműhely és üzlet volt Beratban, ezzel a harmadik-negyedik legjelentősebb albán kereskedővárosnak számított.

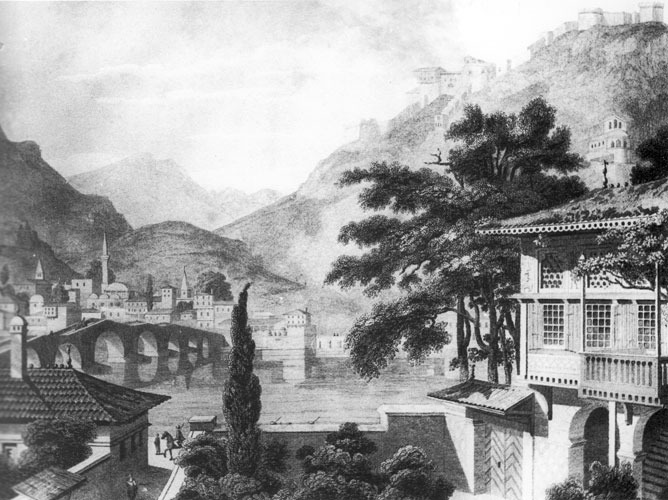
Charles Cockerelle Beratról 1813-ban készült illusztrációja

A békés fejlődést lehetővé tevő, viszonylagos nyugalomban telt évszázadokat követően Berat a 19. századtól ismét felkerült az átalakuló Nyugat-Balkán térképére. Az epiruszi területek hadura, Ali Tepeleni pasa a 19. század elején elfoglalta a Berati szandzsák déli településeit, majd 1809-ben hódításait kiterjesztette Beratra is. A várat megerősíttette, s fiát, Muhtár pasát tette meg a város kormányzójává. 1822-ben bekövetkezett halálát követően visszatért az oszmán fennhatóság, de az 1830-as évektől sorozatosak voltak a környékbeli albánság felkelései. 1847-ben a lázadók megostromolták a várat, s eleinte a török helyőrség a belső várba húzódva keresett védelmet, ám végül leverték a felkelőket.

### Az albán államiság időszakában
Az Albánia függetlenné válása előtti időszakban a nemzeti mozgalom hullámai Beratot is elérték. Amikor az oszmán hatóságok 1910-ben arab betűs tankönyvekkel látták el az albániai iskolákat, tiltakozások robbantak ki Elbasan és Korça mellett Beratban is, s a város főterén összegyűlt 15 ezres tömeg nyilvánosan égette el a könyveket. Az 1912-es albán felkelés során augusztusban Berat is a lázadók kezére került, akik kiüldözték a városból az oszmán katonaságot. Az első Balkán-háború 1912. októberi kirobbanásakor a Kara Said pasa parancsnokolta 5. hadtest négyezer katonája védte Berat környékét. Ezzel elejét vették, hogy a Dél-Albániát lerohanó Görögország elfoglalja a várost, így Berat a függetlenség 1912. november 28-ai kikiáltását követően az ideiglenes nemzeti kormány által ellenőrzött 4000 négyzetkilométernyi Albánia területén belül maradt.
1914-ben, a Vilmos fejedelem elleni országos lázadások során Berat egy darabig a fejedelemhez hű Aziz Vrioni kezén volt, de végül június 24-én a felkelők kezére került. A lázadók – holland csendőrtisztekkel és bolgár önkéntesekkel kiegészülve, de 15. századi velencei ágyúkkal felfegyverkezve – védték a várost, így végül július 13-án a görögök könnyűszerrel elfoglalták Beratot. A lakosság kétharmada északra menekült, s a város népességszáma ötezerre csökkent. Az első világháború kitörésekor tehát már görög fennhatóság állt a város, s helyüket csak 1916. február 10-én vették át az Albániába benyomuló Osztrák–Magyar Monarchia csapatai. A világháború vége felé kelet felől a franciák nyomultak előre Dél-Albániában, s 1918. július 13-án a Monarchia visszavonuló 19. hadteste kiürítette Beratot. Három nappal később, július 20-án azonban mégsem a franciák, hanem a nyugatról érkező olaszok szállták meg a várost. Az ellentámadásba lendülő Monarchia csapatai 1918. augusztus 20–24-én még egyszer bevonultak a városba, arra kényszerítve az olaszokat, hogy csapataikkal a Tomorr-hegységbe húzódjanak vissza. Ez a diadal azonban kérészéletűnek számított, s az olaszok 1921-ig megszállás alatt tartották Beratot.
A világháborút követően a politikai konszolidáció hosszú időszaka következett el. 1922. szeptember 12-én, a berati kongresszus zárónapján itt mondták ki az albán ortodox egyház önállóságát a konstantinápolyi patriarkátustól. Ezzel együtt bevezették az albán nyelvű liturgiát, egyebek mellett megalakították a berati püspökséget és Kristofor Kisit nevezték ki az eparchia első püspökének (a korábbi görög püspököt kiutasították az országból). Az Amet Zogu hatalma ellen kirobbant júniusi forradalom előestéjén, 1924 májusában a Qazim Kiafzezi tábornok által vezényelt dél-albániai hadseregtestek, valamint a Shefqet Korça csendőrparancsnok által irányított alakulatok Vlora és Berat környékén katonai igazgatást és statáriumot vezettek be. Egy évvel később, 1925-ben a reguláris albán hadsereg egyik hadtestének Beratban jelölték ki a helyőrségét. A kormánynak szüksége is volt a katonai jelenlétre a délalbán városban: 1925-ben és 1926-ban is Zogu-ellenes összeesküvéseket lepleztek le Beratban. A közigazgatási reform 1929. május 13-ai végrehajtása során a város az újonnan kialakított Berati prefektúra székhelye lett.
A második világháború előestéjén, 1939. április 7-én Olaszország lerohanta és annektálta Albániát. Bernardi ezredes motorizált hadoszlopa április 9-én, a délutáni órákban vonult be Beratba. 1940 végén a görögök – a szövetségesek légi támogatásával – keleti és déli irányból ismét lerohanták Dél-Albániát, s arcvonaluk gyűrűje egyre szorosabbra zárult az Osum-völgy és Berat körül. 1941. január 13-án, 20-án, 23-án, február 9-én, 14-én, 20-án, március 2-án, 3-án, 17-én, 24-én, 29-én, április 3-án, majd 7-én a Brit Királyi Légierő bombázta a várost, amelynek során megsemmisítették Berat katonai repülőterét és több hadi létesítményét, de Beratot az elszenvedett veszteségek ellenére is megtartották az olaszok. 1941 második felében már a Nemzeti Front Abas Ermenji vezette gerillái és a Gjin Marku irányította kommunista partizánok harcoltak Berat környékén, és több olasz katonai konvoj ellen intéztek eredményes rajtaütést. Minden vérveszteség ellenére az olasz alakulatok még két évig tartották Beratot, amikor 1943 nyarán a Nemzeti Felszabadítási Mozgalom végül kiverte őket a városból. Az evakuált olasz csapatok helyébe azonban a Harmadik Birodalom egységei léptek, amelyek 1943. szeptember 8-án ellenállás nélkül vonultak be a városba. A környék gerilla- és partizánalakulatai továbbra is aktívak maradtak, s 1944. május 16-án a kommunisták felszabadították Beratot.
Az Albán Kommunista Párt (AKP) főtitkára, egyúttal az 1944. májusi përmeti kongresszus óta az ország ideiglenes kormányfője és a Nemzeti Felszabadítási Mozgalom főparancsnoka, Enver Hoxha 1944. október 15-én az Albánia végrehajtó szerveként működő Nemzeti Felszabadítási Főtanács székhelyét Beratba tette át. A kormány november 28-áig maradt a városban, amikor a felszabadult Tiranába költözött a kabinet. 1944. október 20-a és 23-a között itt ülésezett a berati kongresszus, amelyen Hoxhával az élén de iure megalakult a népi demokratikus Albánia ideiglenes nemzeti kormánya. Novemberben Berat további két politikai eseménynek adott otthont: 4-én az AKP szervezeteként itt alakult meg az Antifasiszta Albán Nőszövetség (Bashkimi i Gruas Antifashiste Shqiptare), majd 23-án sor került az AKP központi bizottságának második plénumára, amelyen a párt jugoszlávbarát frakciója összecsapott a hoxhista szárnnyal, némiképp megingatva ez utóbbiak hatalmát.
A népköztársasági évtizedekben (1944–1991) nagy hangsúlyt helyeztek a város iparának fejlesztésére. A harmadik ötéves tervidőszakban (1961–1965) dolgozók ezreit foglalkoztató textilkombinátot telepítettek Beratba, s új blokkházas lakónegyedekkel bővült a város. Ugyanakkor agrár jellegét is megtartotta, nevezetes lett olíva- és fügetermesztéséről: az 1980-as években például 200-300 ezer fügefa volt a Berat környéki ültetvényeken. Az urbanizációs fejlesztések szerencsésen megkímélték a város történeti részeit, épített emlékeit köszönhetően annak, hogy 1961-ben központilag múzeumvárossá nyilvánították Beratot. Ennek volt köszönhető, hogy történeti, építészeti és művészeti értéküknek köszönhetően a várnegyed templomainak nagy része is megmenekült az 1967 után kibontakozó ateista kampány esztelen templomrombolásaitól.
A rendszerváltást megelőzően, 1990 tavaszán a beratiak is csatlakoztak az elégedetlenség országos hullámaihoz, és a helyi textilkombinát munkásai nagyszabású sztrájkba fogtak. A piramisjáték-válságot követően kirobbant polgárháborús helyzetben 1997. március 10-én Berat a felkelők kezére került.

## Gazdasága
A Myzeqeja síkvidékének peremén, az Osum kiszélesedő völgyületében fekvő Berat a 14. század óta az albánság egyik fontos mezőgazdasági központja volt, a 18. századra a berati rizstermesztőknek külön városnegyedük is kialakult. Az 1417-es oszmán hódítást követően, a 16–19. században az albán lakta területek egyik legjelentősebb kézipari és kereskedelmi gócpontjává vált, bár fejlődését megnehezítette rossz közlekedési helyzete. Ugyan egyik állomása volt a kevésbé jelentős Elbasan–Berat–Fier–Vlora-karavánútnak, egyfajta zsáktelepülésként volt számon tartható. Az innen déli irányba vezető Berat–Këlcyra–Gjirokastra-, valamint a Tomorr-hegységet átszelő keleti Berat–Voskopoja–Korça-utak ugyanis gyakorlatilag járhatatlanok voltak. Ez alapvetően a mai napig sem változott érdemben, közúton Berat jóformán csak északi irányból, Fier és Lushnja felől közelíthető meg, illetve a délebbre fekvő Çorovodával köti össze jól járható műút. Gjirokastra és Korça továbbra is csak tetemes kerülővel közelíthető meg; mi sem szemlélteti ezt jobban, mint hogy a déli irányban 70 kilométerre fekvő Gjirokastráig északnyugati kerülővel 160 kilométert kell autózni, míg az ugyancsak 70 kilométerre, de keletre fekvő Korçával 220 kilométeres út köti össze.
A 20. század urbanizációs folyamatai sem változtattak Berat félagrár jellegén. Noha az 1960-as évek első felében Beratban helyezték üzembe az ország két textilkombinátjának egyikét, lakóinak egyik fő bevételét elsősorban az olíva- és a füge-, valamint ezeknél kevésbé intenzíven a cseresznyetermesztés, továbbá e javak feldolgozása adta és adja ma is. 2012-ben a lakosság 42%-a dolgozott a mezőgazdasági szektorban. A város jelenkori gazdaságában jelentősek az olyan kis- és könnyűipari ágak, mint a mezőgazdasági termékek feldolgozására épülő szesz- és húsipar, méz- és lekvárgyártás, valamint a kőfeldolgozó ipar. Az 1990-es évek óta a fellendülő turizmusnak köszönhetően egyre hangsúlyosabb a szolgáltatószektor jövedelme. A vendégéjszakák száma évről évre 10%-kal növekszik, 2010-ben a városban 13 szálloda 154 vendégszobával és 318 ággyal, valamint 25 étteremmel várta az idelátogatókat. 2012-ben 45 ezer turista látogatott el a városba, akiknek 60%-a külföldi volt. 2011-ben a munkanélküliségi ráta 12,8%-os volt.

## Nevezetességei

### A várnegyed
A napjainkban is lakott várnegyed (albán Kala) Berat mai belvárosától északnyugatra, az Osum jobb partján meredeken emelkedő várdomb tetején terül el 9,6 hektáron. Külső fala és annak védőműve az Epiruszi Despotátus uralkodója, I. Mihály 13. századi várépítő munkájának eredménye, amely teljes hosszában jó állapotban fennmaradt. Erre az időszakra vezethető vissza a vár közel háromszög alakú alaprajza, ekkor épült meg a várkaput védő barbakán, valamint a várfalat tagoló, huszonnégy toronyból álló védőmű. A belső boltíves kapu fölötti falba zöld téglából kirakva látható az építtető despota, görögös nevén Mikhaél Komnénosz monogramja. Ugyancsak I. Mihály építtette a domb legmagasabb pontján elterülő belső várat és annak öregtornyait. Szintén 13. századi a belső vár déli végében található, sziklába vágott csarnokciszterna, amely a vár helyőrségének vízellátását volt hivatott biztosítani. Vélhetően 14. századiak a várfaltól délnek, az Osumnak futó védőművek, amelyek az alsó várat zárták közre, ezzel további 6 hektárral növelve a vár alapterületét. Később itt épült fel egy szeráj, valamint a berati szandzsákbég palotája, melynek romjai ma is láthatók.

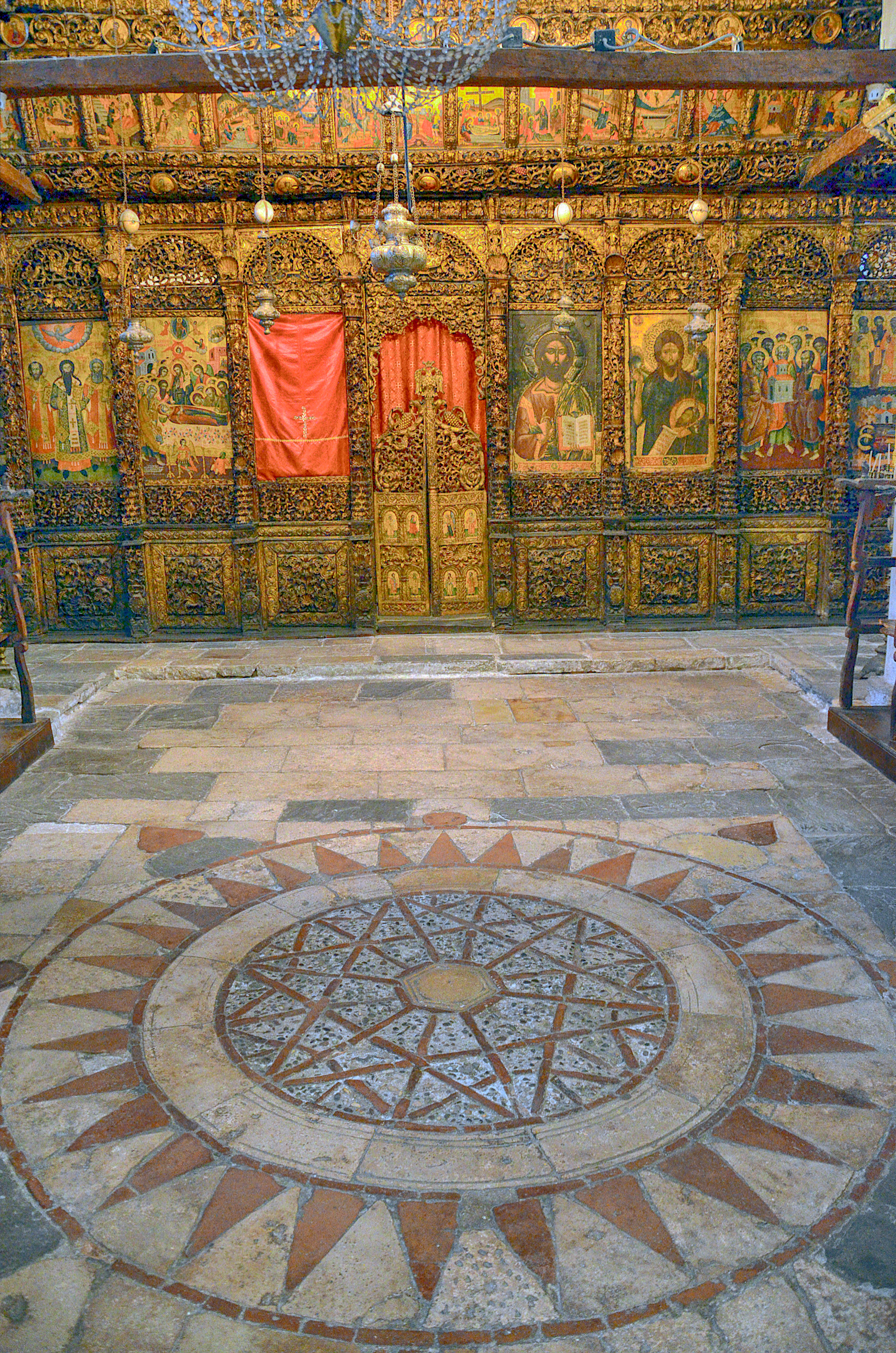
A Mária mennybevétele székesegyház ikonosztáza és padlómozaikja

A várnegyedben egykor a harmincat is meghaladta a görögkeleti templomok száma, mára tíz maradt fenn közel eredeti formájában. Építészettörténetileg mind közül a legjelentősebb a 13. században bizánci stílusban épült, négyszögletes alaprajzú Blakhernai Szűz Mária-templom, amely Albánia egyik legrégebbi, máig fennmaradt temploma. Eredetileg dongaboltozatos kupolaszerkezete a 16. században megsemmisült, freskóit 1578-ban készítette Nikollë Onufri. Naosza (gyülekezeti tere) kőpadlóján ugyancsak 16. századi mozaik látható. Valamivel fiatalabb, a 13–14. század fordulóján épült a belső vártól nyugatra elterülő lejtőn a szintén bizánci stílusú, de görögkereszt-alaprajzú Szentháromság-templom. Különlegessége, hogy járószintje a lejtős talajhoz alkalmazkodva lépcsőzetes, és kupoladobját késő ókori oszlopok támasztják alá. Freskói csak töredékesen maradtak fenn. A várnegyed – belső terét tekintve – leglátványosabb temploma az 1797-ben épült, háromhajós Mária mennybevétele székesegyház. Gyülekezeti terében megőrizték a magas művészi értéket képviselő faragott szentélyrekesztőt (1811) és annak ikonosztázát, valamint a hasonlóan mívesen faragott stallumokat, szószéket és püspöki trónt. A padlón színezett kőlapokból kirakott szimbolikus napábrázolás látható. Ebben a templomban találták meg 1968-ban a páratlan értékű, 6. századi Berati Bíborkódexet és a 9. századi Anthimi Aranykódexet. 1986 óta az épületben működik az Onufri Nemzeti Ikonográfiai Múzeum, az albán ikonfestészet alkotásait, Onufri, David Selenica és mások műveit, valamint ötvösművészeti remekeket felvonultató állandó tárlat. A várnegyed további ortodox templomai az Onufri eredeti freskóit őrző Szent Theodórosz-templom (16. század), a Szent Miklós-templom (16. század) Onufër Qiprioti freskóival, az Angyali üdvözlet templom (késő 16. század), a Szent Demeter- (1607), a Szent Konstantin és Ilona- (17. század), a Szent Zsófia- és az Aranyszájú Szent János-templom. Sajátosan oszmán arculatú épület a 20. században étteremmé alakított, eredetileg a 14. században épült Szent György-templom. Mára csupán romjaiban maradt fenn a város és egyben Albánia két legrégebbi mecsetje, a 15. században épült Vörös és Fehér mecset.

### Mangalem
A várhegy oldalában, a Mangalem nevű Osum-parti városrészben zsúfolódnak a már említett, fehér lakóházak, és itt található az Agglegények mecsetje (Xhamia e Beqarëve, 1827) is. (Az „agglegények” a korabeli Berat kereskedőinek nőtlen férfiakból szervezett fegyveres őrségét alkották. A szó eredete a török bekâr, mely elsősorban agglegényt jelent, de ebből ered a magyar "betyár" szó is, az albánhoz hasonló jelentéssel.) További három muzulmán szakrális emlék található a városban: a II. Bajazid alatt épült Király-mecset (Xhamia e Mbretit, 15. század) és medreszéje, a városközpontban az Ólom-mecset (Xhamia e Plumbit, 1555), valamint a Helveti-imaház (Teqe e Helvetive, 1790). Ez utóbbi mellett található a zsidó Shabbatai Zví díszes síremléke, aki 1660-ban messiásnak adta ki magát.

### Gorica
Az Osum másik partján, a szintúgy szűk utcás, festői Gorica városrészben található a Szent Szpiridon-székesegyház (Kisha e Shën Spiridhonit, 1864). A várnegyed felé vezető út mellett, egy hagyományos kőházban található a Néprajzi Múzeum.

## Nevezetes beratiak
Az albán függetlenséget megelőző évszázadokban két kiemelkedő berati család tagjai játszottak nemzedékeken keresztül fontos szerepet Albánia történetében. A Muzaka család tagjai a 13–15. században voltak berat urai és Dél-Albánia despotái (lásd a A bizánci uralomtól a török hódításig című történelmi fejezetben). A Vrioni család a 18. és a 20. század között adott több katonatisztet és államférfit az országnak. Jelesebb tagjai között tartják számon Omer Vrioni (? – 1828 u.) oszmán katonatisztet; Ymer Vrioni (1839–1928) politikust; fiát, Sami Vrioni (1876–1947) politikust, 1918–1920 között több minisztériumi tárca vezetőjét; Mehmet Vrioni (1842–1895) politikust, a Rilindja nemzeti mozgalom jeles alakját; öccsét, Aziz Vrioni (1859–1919) politikust; fiát, Mehmet pasa fiát, Iliaz Vrioni (1882–1932) politikust, Albánia háromszoros miniszterelnökét; fiát, Jusuf Vrioni (1916–2001) műfordítót; továbbá Aziz pasa fiát, a külügyminiszteri posztot is betöltő Hysen Vrionit (1881–1944).
A város jeles szülöttei közé tartozik Babë Dudë Karbunara (1842–1917), az albán nemzeti mozgalom jeles alakja; Namik Resuli (1908–1985) nyelvtudós, irodalomtörténész; Kasëm Trebeshina (1926) író, költő.
A város további nevezetes lakói:
- Élete nagy részében itt élt Nezim Frakulla (1680 k. – 1760) bejtedzsi költő.[111]
- 1912–1913-ban Berat prefektusa volt Mehdi Frashëri (1874–1963) politikus, 1935–1936-ban Albánia miniszterelnöke.[112]
- Az 1920-as években itt végezte alapiskoláit Abas Ermenji (1913–2003) politikus, aki a második világháborúban a Berat olasz megszállói elleni küzdelemben tüntette ki magát.[113]
- 1923–1924-ben Berat prefektusa volt Koço Kota (1899–1949) albán politikus, 1928 és 1930, majd 1936 és 1939 között Albánia miniszterelnöke.[114]
- Az 1940-es évek elején a városban tanított Zihni Sako (1912–1981), az albán néprajztudomány egyik legnagyobb alakja.[115]
- 1947–1948-ban itt tanítóskodott a közeli Belishova szülötte, Liri Belishova (1926–2018), későbbi kommunista politikus.[116]
- 1950-től 1995-ig a városban élt Ymer Dishnica (1912–1998) 1947-ben a pártból kizárt kommunista politikus, orvos, patológus.[117]
- 1955-ben ide internálták Tuk Jakova (1914–1959) kommunista politikust.[118]
- 1967 és 1970 között a városban dolgozott múzeumi őrként Selman Riza (1909–1988), a kommunizmus évtizedeiben kegyvesztett nyelvtudós.[119]

## Galéria

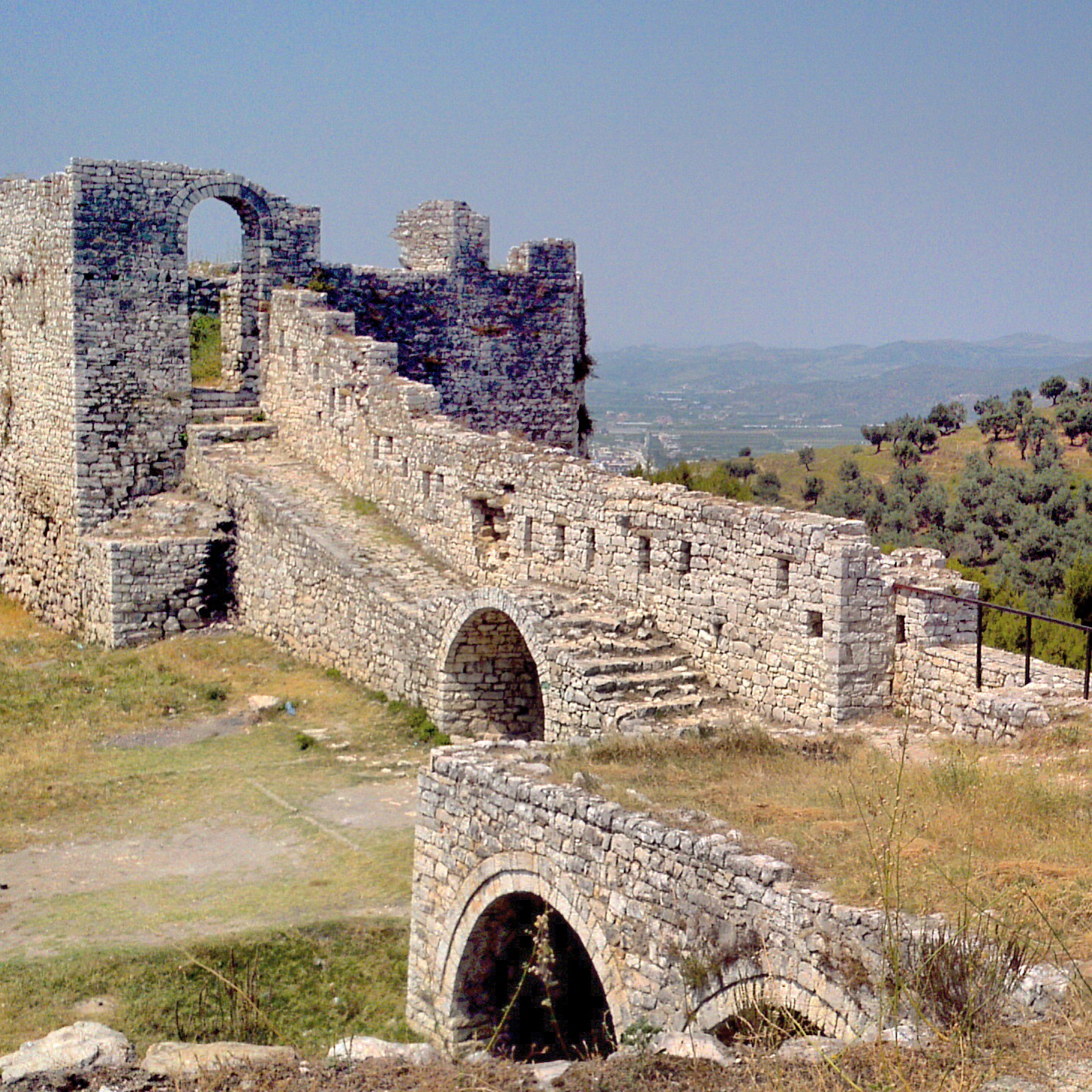
A berati vár fala
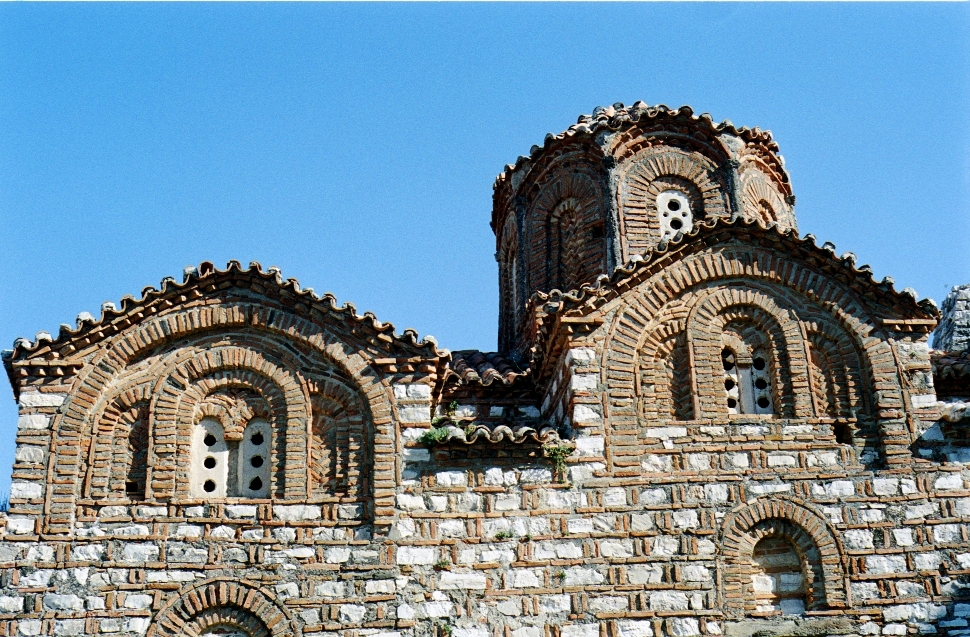
A 13–14. század fordulóján épült Szentháromság-templom
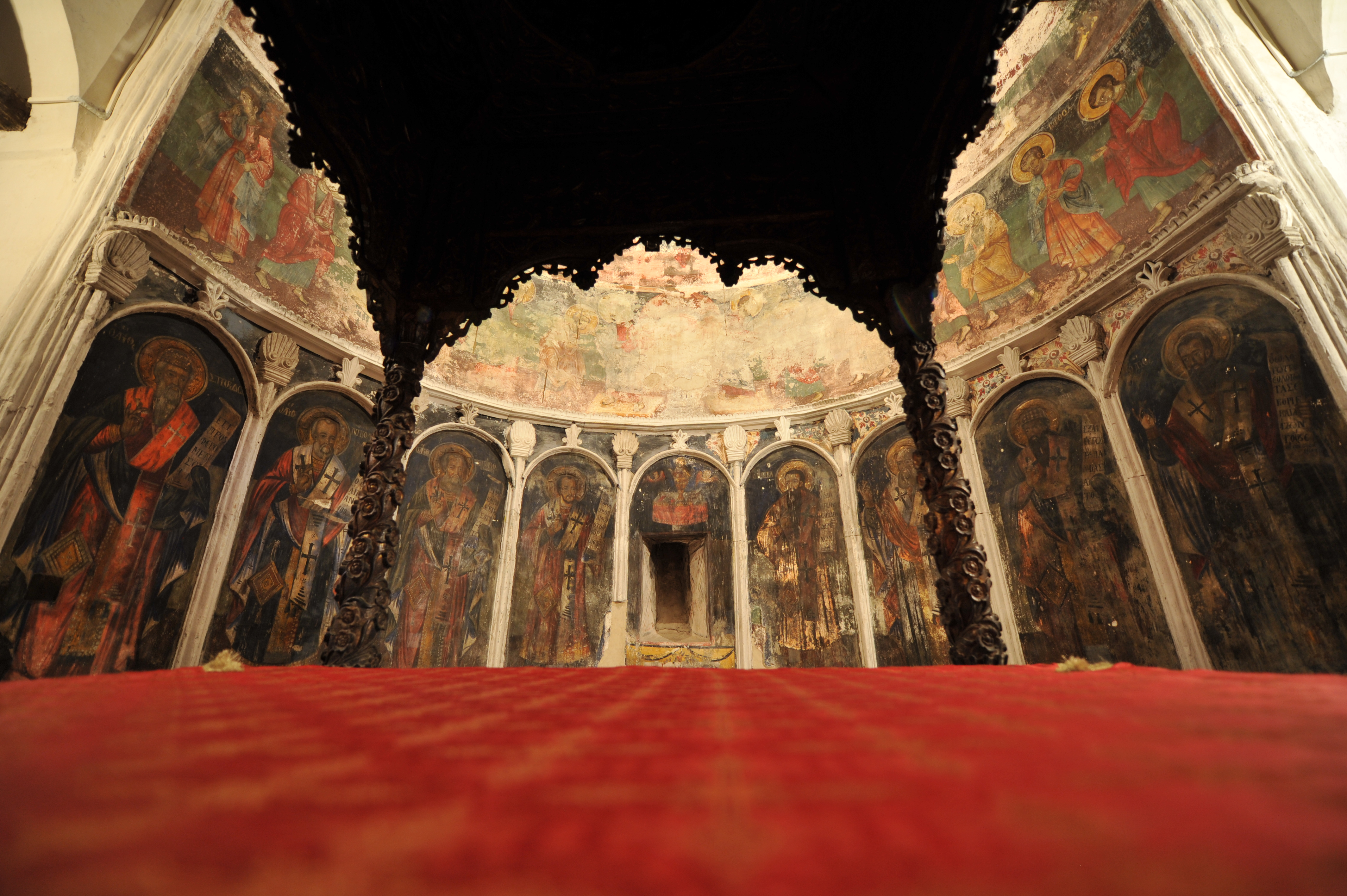
A Szent Theodórosz-templom belső tere
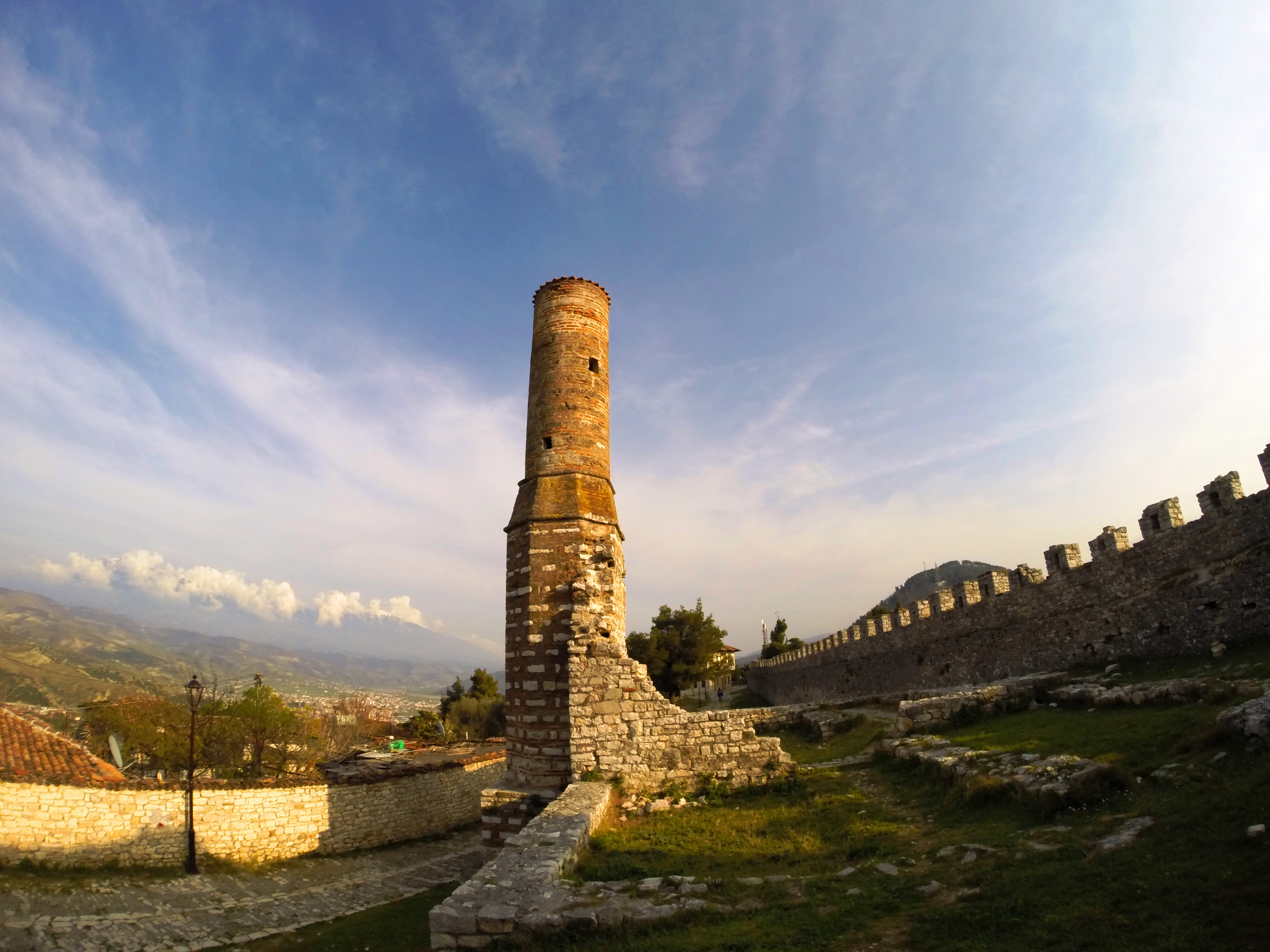
A 15. században épült Vörös mecset
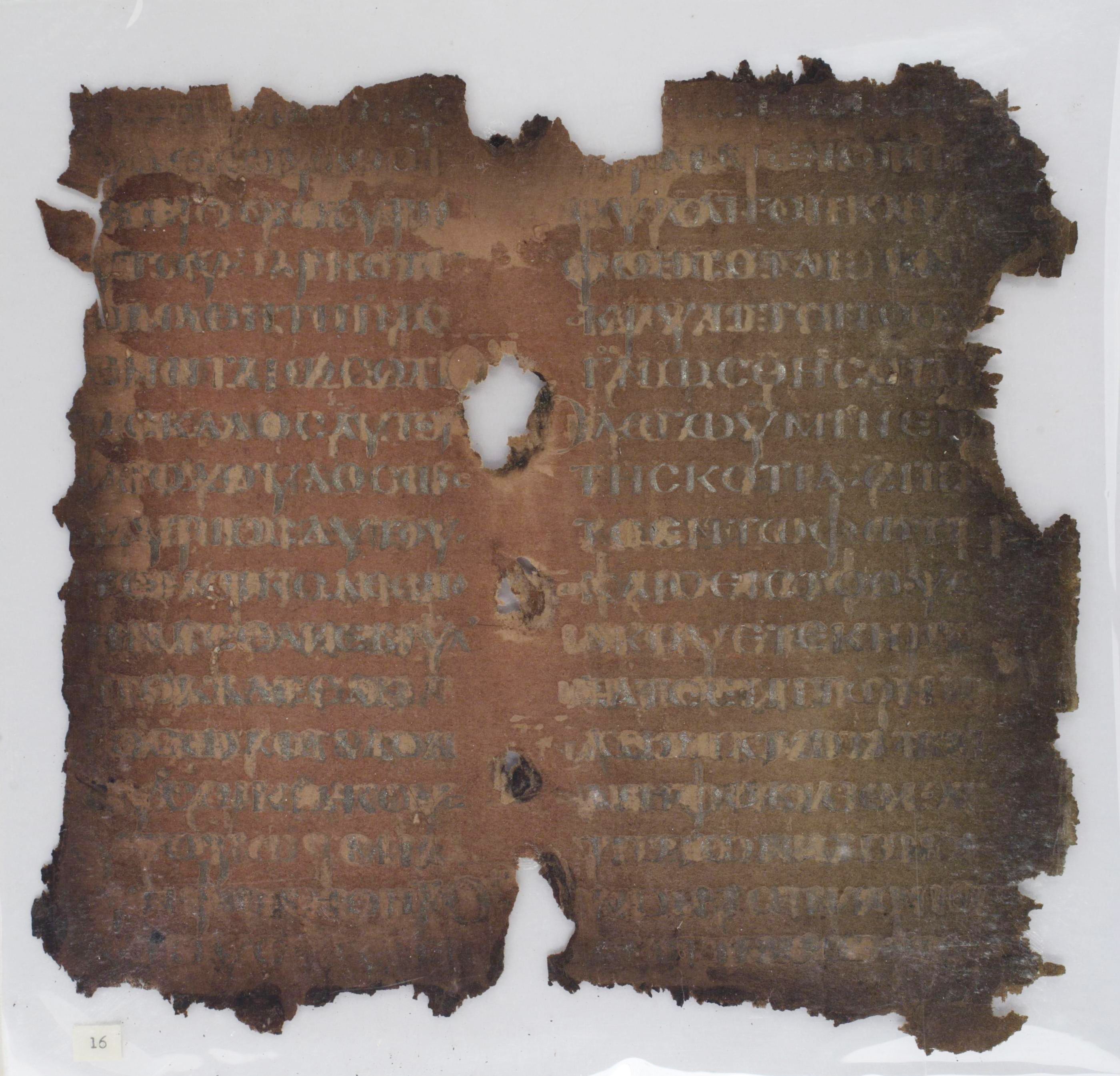
A 6. században keletkezett Berati Bíborkódex